# Cantiere navale di Castellammare di Stabia
Le Cantiere navale di Castellammare di Stabia (en français: chantier naval de Castellammare di Stabia), anciennement Arsenal Royal, est la plus ancienne usine navale au sens moderne du terme. Il a été construit et inauguré à l'époque des Bourbons de Naples alors souverains du royaume des Deux-Siciles.

## Histoire
En raison de la taille accrue des navires de guerre, les docks de l'Arsenal de Naples sont devenus impropres à la construction à grande échelle. L'Arsenal royal a été fondé en 1783 par Giovanni Edoardo Acton, Premier ministre du roi Ferdinand IV.
Acton propose de construire douze navires, soit autant de frégates et une centaine de navires plus petits.

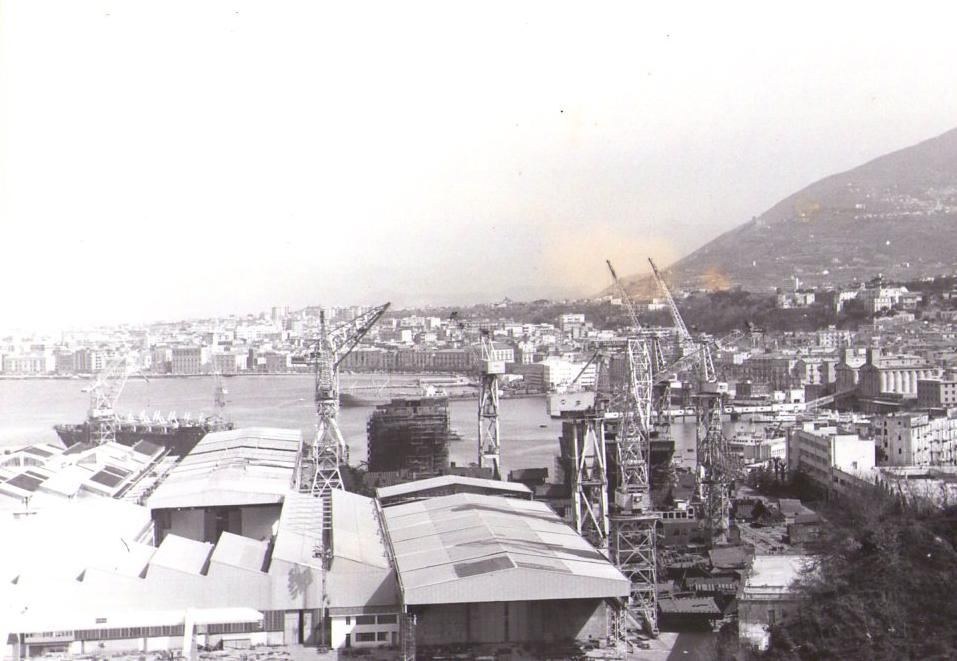
Les chantiers navals dans les années 60

L'ingénieur Antonio Imbert a été appelé de France pour diriger la construction.
La première construction a été le navire Partenope lancé en 1786.
Bien que le chantier naval ait effectué de nombreux travaux, il était impossible de construire plus d'un navire et une frégate en même temps. C'est pourquoi, après 1808, le chantier naval a été agrandi sur ordre de Gioacchino Murat.
Le premier navire du chantier naval ainsi agrandi est le Capri en 1810, suivi du Gioacchino en 1812, après quoi il faut attendre 1824 pour trouver une autre construction, celle du navire Vesuvio.
Le chantier naval a eu une activité particulière lorsque les bateaux à vapeur ont été utilisés. De 1841 à 1846, le chantier naval a construit quatre navires à vapeur : Archimede, Carlo III, Ercole et Sannita.
Lorsque le gouvernement de Garibaldi succéda à la dynastie des Bourbons, le navire à vapeur Farnese, rebaptisé plus tard Italia, le navire à vapeur Etna et le navire à vapeur Borbona, plus tard Giuseppe Garibaldi, lancé le 18 janvier 1860, étaient en construction.
Le nouveau siècle a apporté un progrès technologique qui s'est concrétisé par de meilleures infrastructures reliant la zone des chantiers navals au centre ville: entre 1906 et 1946, ces derniers ont été desservis par le tramway Castellammare di Stabia-Sorrento (Tranvia Castellammare di Stabia-Sorrento).
Le navire le plus représentatif de ce chantier est sans doute l'Amerigo Vespucci lancé en 1931.

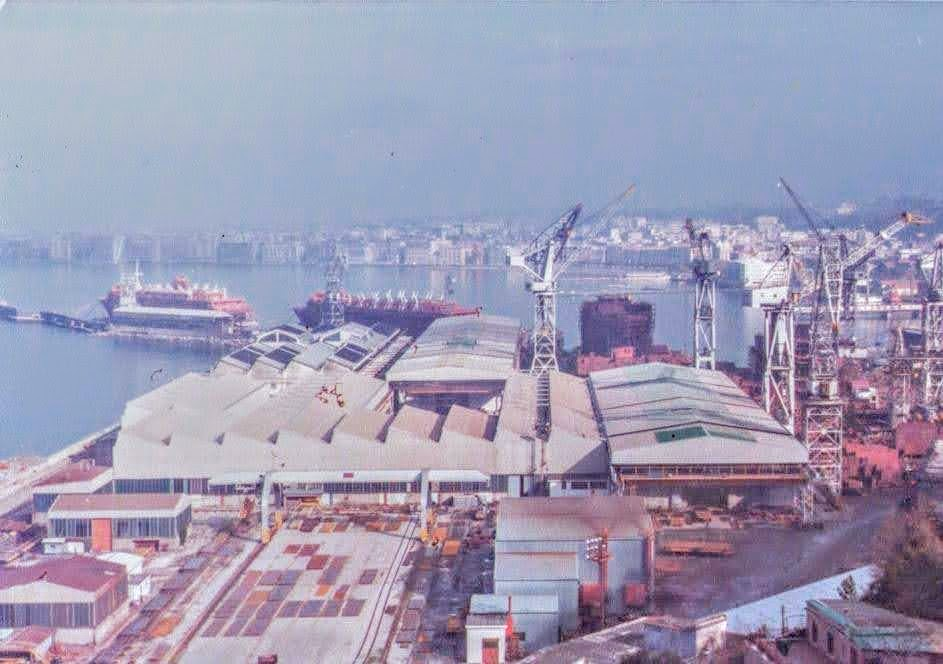
Les chantiers navals dans les années 70

En 1939, la société Navalmeccanica a été fondée à Naples, qui a incorporé les sociétés Officine & Cantieri Partenopei, le chantier naval Vigliena, les Officine Meccaniche e Fonderie (ex Aubépine et Guppy), et le chantier naval Castellammare di Stabia.
Pendant la Seconde Guerre mondiale, le chantier naval a réalisé des navires de guerre pour la Regia Marina, comme certaines corvettes de la classe Gabbiano (it) et le croiseur léger Giulio Germanico (it).
En 1943, l'équipement a été presque entièrement détruit, et après la guerre, les travaux de reconstruction des chantiers navals ont commencé.
La première réalisation importante de l'après-guerre pour la Marina Militare (Marine militaire) a été la récupération du Giulio Germanico qui, surpris par l'armistice de Cassibile (Armistizio di Cassibile) alors qu'il achevait ses phases d'armement, est capturé par les Allemands qui le coulent avec les corvettes en cours d'armement, lorsqu'ils sont contraints d'abandonner la ville. Après avoir été récupéré, le croiseur a été reconstruit en destroyer et rebaptisé San Marco (D 563). Il est entré en service en 1956.
En 1955, la société Bacini & Scali Napoletani a été absorbée par la Società Esercizio Bacini Napoletani qui avait été fondée en 1954, sortant ainsi de Navalmeccanica.

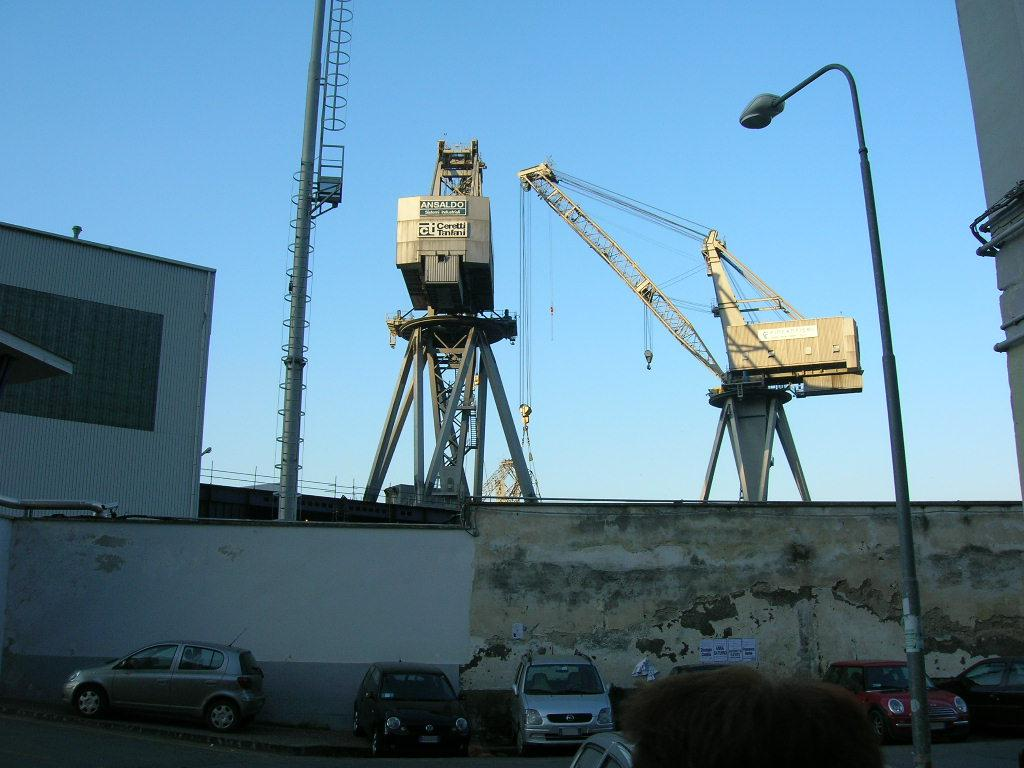
Grues

À partir de la seconde moitié des années cinquante, la compagnie reçoit diverses commandes militaires et dans les chantiers de Castellammare di Stabia, trois des quatre corvettes de la classe Alcione sont construites, les premières unités d'escorte construites en Italie après la guerre, et trois des quatre frégates de la classe Carlo Bergamini, tandis que dans les années soixante ont lieu les constructions des croiseurs porte-hélicoptères Caio Duilio et Vittorio Veneto.
Le 22 octobre 1966, à la suite de la réorganisation du secteur de la construction navale italienne, la société Italcantieri, filiale de l'établissement public IRI - Istituto per la Ricostruzione Industriale (Institut de reconstruction industrielle) dont le siège est à Trieste, a été fondée. La nouvelle société a intégré les activités de construction navale déjà exercées par Ansaldo à Gênes, Cantieri Riuniti dell'Adriatico à Trieste et Navalmeccanica à Naples. Le dernier navire construit pour la marine italienne a été le destroyer Ardito, lancé en 1972, qui a également été le dernier navire à vapeur militaire italien.
En 1984, la société Italcantieri a été totalement incorporée dans le groupe Fincantieri qui, à partir d'une holding financière l'État italien assumait directement les activités opérationnelles des sociétés qu'elle contrôlait auparavant.
Après une période de crise dans les années 1980, ces chantiers navals ont continué à construire des navires, principalement des ferries. Malgré les importants travaux de modernisation réalisés ces dernières années, les chantiers navals de Castellammare s'inscrivent dans le cadre du plan industriel de fermeture de deux sites et de licenciement de 2 500 personnes.
Fin juillet 2017, la construction du nouveau navire d'assaut amphibie de la marine, le Trieste, a débuté. Il aura une jauge de 33 000 tonnes pour 250 mètres de long et 38 mètres de large, et portera ainsi le titre du plus grand navire militaire italien de l'histoire républicaine. Le navire a été mis à l'eau le 25 mai 2019.

## Lancement des navires
Rien que dans la période de l'Ancien Empire, c'est-à-dire de 1734 à 1860, 136 unités ont été construites, dont des navires, des frégates, des corvettes, des chebeks (3 mats très fins), ainsi que des frégates mixtes (voile et vapeur), avisos. En outre, il y avait 300 unités plus petites : (canonnières, bombardiers, spéronares).
La liste suivante se limite aux unités les plus importantes, depuis les origines du chantier naval jusqu'à aujourd'hui :
| Photos | Nom                   | Lancement         |
| ------ | --------------------- | ----------------- |
| -      | Partenope             | 1786              |
| -      | Sannita               | 1792              |
| -      | Vesuvio               | 1824              |
| -      | Regina Isabella       | 1827              |
|        | Partenope             | 1834              |
|        | Archimede             | 3 octobre 1844    |
| -      | Sannita               | 1846              |
|        | Ettore Fieramosca     | 1850              |
|        | Monarca               | 18 janvier 1858   |
|        | Borbona               | 18 janvier 1860   |
| -      | Partenope             | 1889              |
|        | Caio Duilio           | 8 mai 1876        |
|        | Duilio                | 24 avril 1913     |
|        | Cristoforo Colombo    | 4 avril 1928      |
|        | Amerigo Vespucci      | 22 février 1931   |
|        | Trieste (bathyscaphe) | 26 août 1953      |
|        | Città di Napoli       | 1961              |
|        | Città di Nuoro        | 1961              |
| -      | Canguro Azzurro       | 28 mars 1965      |
| -      | Canguro Rosso         | 4 juillet 1965    |
|        | Arbatax               | 1966              |
| -      | La Maddalena          | 1966              |
| -      | Teulada               | 1966              |
| -      | Canguro Verde         | 23 avril 1967     |
| -      | Canguro Bianco        | 5 août 1967       |
|        | Vittorio Veneto       | 5 février 1967    |
| -      | Canguro Bruno         | 7 avril 1968      |
|        | Ardito                | 19 juillet 1968   |
|        | Sibari                | 1969              |
|        | Boccaccio             | 1970              |
|        | Carducci              | 1970              |
|        | Leopardi              | 1971              |
|        | Manzoni               | 1971              |
|        | Deledda               | 26 juin 1977      |
|        | Verga                 | 10 septembre 1977 |
|        | Domiziana             | 19 avril 1978     |
| -      | D'Albertis            | 1978              |
|        | Emilia                | 30 novembre 1979  |
|        | Nomentana             | 8 mars 1979       |
|        | Aurelia               | 24 novembre 1979  |
| -      | Da Mosto              | 1979              |
| -      | Pancaldo              | 1979              |
|        | Flaminia              | 31 mai 1980       |
|        | Riace                 | 1983              |
| -      | Merzario Italia       | 1984              |
| -      | Merzario Britannia    | 1984              |
|        | Scilla                | 1985              |
|        | Ichnusa               | 1985              |
| -      | Repubblica di Genova  | 1988              |
| -      | Repubblica di Amalfi  | 1989              |
| -      | Nuova Africa          | 1989              |
| -      | Nuova Europa          | 1990              |
| -      | Repubblica di Roma    | 1992              |
| -      | Grande Europa         | 1998              |
| -      | Grande Mediterraneo   | 1998              |
| -      | Gran Bretagna         | 1999              |
|        | Bithia                | 10 février 2001   |
| -      | Grande Francia        | 2002              |
|        | Janas                 | 2002              |
|        | Athara                | 2003              |
| -      | Grande Amburgo        | 2003              |
|        | Nuraghes              | 24 janvier 2004   |
|        | Sharden               | 6 mars 2005       |
|        | Finnstar              | 30 juillet 2005   |
|        | Finnlady              | 3 juin 2006       |
|        | Cruise Roma           | 22 juin 2007      |
|        | Cruise Barcelona      | 16 février 2008   |
|        | Cruise Europa         | 14 mars 2009      |
|        | Cruise Olympia        | 14 novembre 2009  |
| -      | F.-A.-Gautier         | 28 juin 2014      |
|        | Trieste (L 9890)      | 25 mai 2019       |

## Source
- (it) Cet article est partiellement ou en totalité issu de l’article de Wikipédia en italien intitulé « Cantiere navale di Castellammare di Stabia » (voir la liste des auteurs).